# Campeonato regional de Santiago Norte
El Campeonato regional de fútbol de Santiago Sur es una liga de fútbol de la Isla de Santiago de Cabo Verde, organizada por la Asociación regional de fútbol de Santiago Sur, con sede en la ciudad de Assomada.
El campeonato se juega en sistema de liga a una dos vueltas con un total de 12 equipos en un total de 22 jornadas. El campeón de la competición tiene derecho a participar en el Campeonato caboverdiano de fútbol. Existe una segunda división compuesta por 9 equipos. El campeón de segunda división asciende a primera donde el que finaliza en último lugar desciende de categoría. Los equipos participantes son de los municipios de Santa Catarina, Santa Cruz, São Lourenço dos Órgãos, São Miguel, São Salvador do Mundo y Tarrafal.

## Palmarés

### Por año[1]
| - 2001-02 : Desportivo de Santa Cruz - 2002-03 : Barcelona (Tarrafal) - 2003-04 : Estrelas dos Amadores - 2004-05 : Flor Jovem da Calheta - 2006-07 : Scorpions Vermelho - 2007-08 : Scorpions Vermelho | - 2008-09 : Estrelas dos Amadores - 2009-10 : Scorpions Vermelho - 2010-11 : Benfica (Santa Cruz) - 2011-12 : Estrelas dos Amadores - 2012-13 : Scorpions Vermelho | - 2013-14 : Grémio Nhágar - 2014-15 : Beira-Mar - 2015-16 : Varandinha - 2016-17 : AJAC da Calheta - 2017-18 : Scorpions Vermelho |

### Por club
| Club                     | Títulos | Años de los títulos                          |
| ------------------------ | ------- | -------------------------------------------- |
| Scorpions Vermelho       | 5       | 2006-07, 2007-08, 2009-10, 2012-13 y 2017-18 |
| Estrelas dos Amadores    | 3       | 2003-04, 2008-09 y 2011-12                   |
| Desportivo de Santa Cruz | 1       | 2001-01                                      |
| Barcelona (Tarrafal)     | 1       | 2002-03                                      |
| Flor Jovem da Calheta    | 1       | 2004-05                                      |
| Benfica (Santa Cruz)     | 1       | 2010-11                                      |
| Grémio Nhágar            | 1       | 2013-14                                      |
| Beira-Mar                | 1       | 2014-15                                      |
| Varandinha               | 1       | 2015-16                                      |
| AJAC da Calheta          | 1       | 2016-17                                      |